# Amydria clemensella
Amydria clemensella är en fjärilsart som beskrevs av Victor Toucey Chambers 1874. Amydria clemensella ingår i släktet Amydria och familjen Acrolophidae. Inga underarter finns listade i Catalogue of Life.